# Comuna Vorobiivka, Novhorod-Siverskîi
Vorobiivka (în ucraineană Вороб'ївка) este o comună în raionul Novhorod-Siverskîi, regiunea Cernihiv, Ucraina, formată din satele Movceaniv, Osove, Vnutrișnii Bir și Vorobiivka (reședința).

## Demografie
Componența lingvistică a comunei Vorobiivka
     Rusă (59,15%)
     Ucraineană (40,85%)
Conform recensământului din 2001, majoritatea populației comunei Vorobiivka era vorbitoare de rusă (59,15%), existând în minoritate și vorbitori de ucraineană (40,85%).